# Prinsessan på ärten
Prinsessan på ärten är en konstsaga av den danske författaren H.C. Andersen. Sagans originaltitel är Prindsessen paa Ærten och den publicerades första gången 1835.

## Handling
Sagan börjar med att en prins, som bor i ett slott, försöker hitta en prinsessa att äkta, utan att lyckats. En regnig kväll knackar en genomblöt flicka på slottsporten och påstår att hon är en riktig prinsessa. Hon får övernatta i slottet, på en bädd bestående av tjugo madrasser och tjugo ejderdunsbolstrar, och längst underst en ärta som drottningen lagt dit. Nästa dag säger prinsessan att hon sovit förskräckligt dåligt för hon har legat på något hårt. Sagan slutar med att prinsen förtjust inser att hon måste vara en äkta prinsessa, eftersom bara en sådan är så känslig att hon inte kan stå ut med en enda liten ärta.

## Musikalversion
1959 blev Prinsessan på ärten en Broadway-musikal med titeln Once upon a Mattress, med musik av Mary Rodgers och text av Marshall Barer. År 1998 uppförde Eva Rydberg musikalen på Fredriksdalsteatern under titeln Sicken ärta.